# Classic Albums: Nirvana — Nevermind
Classic Albums: Nirvana — Nevermind — документальний фільм із серії Classic Albums, присвячений альбому рок-гурту Nirvana Nevermind.

## Сюжет
Фільм присвячений другому альбому сіетлського гурту Nirvana, що вийшов в 1991 році. Несподівано для всіх, платівка стала одним з найбільш успішних релізів року, а Nirvana зайняла місце Майкла Джексона на верхівці національного хіт-параду. Саме після її виходу альтернативний рок, який з'явився ще в вісімдесяті роки, але знаходився в андеграунді, стали вважати комерційно привабливим. До того ж успіх Nevermind змусив продюсерів звернути увагу на інші сіетлські гурти, а місцевий підстиль альтернативного року отримав власну назву — «грандж».
Документальний фільм складається із серії інтерв'ю з людьми, які знаходились в центрі тогочасної «музичної революції». Окрім музикантів Nirvana Кріста Новоселіча та Дейва Грола, у фільмі з'являлись продюсер платівки Бутч Віг, представники лейблу Sub Pop Джонатан Поунман та Нільс Берштейн, та багато інших. У фільмі розкриваються подробиці історії гурту та запису альбому, зокрема, Бутч Віг за мікшерним пультом показує, як записувався кожен інструмент для пісні «Drain You». Також автори взяли інтерв'ю у Спенсера Елдена, чия дитяча фотографія потрапила на обкладинку Nevermind.

## Вихід фільму
Знятий режисером Бобом Смітоном, епізод вийшов на DVD та транслювався по телебаченню навесні 2005 року. В газеті «Гардіан» його оцінили на три зірки з п'яти, назвавши «обов'язковим доповненням до оригінального альбому». В журналі Paste відзначили прямолінійний підхід до зображення історії запису Nevermind, назвавши фільм «захоплюючим поглядом всередину альбому, завдяки якому фланель замінила шкіру в рок-музичній моді».